# ネプリーグ
『ネプリーグ』（ラテン文字表記:NEP LEAGUE）は、フジテレビ系列で放送されているゲーム・クイズ番組。ネプチューンの冠番組。ハイビジョン放送（2006年4月17日放送分から）、ステレオ放送（2024年7月1日放送分から）、文字多重放送、連動データ放送を実施している。
2003年4月16日から2005年3月30日までは、毎週水曜日23:00 - 23:30（JST、バラパラ枠）にて放送されていた（深夜時代については『ネプリーグ (深夜時代)』を参照）。2005年4月18日からゴールデンタイムに昇格し、毎週月曜日の19:00 - 19:54（JST、一部地域を除く。ネット局と放送時間を参照）にて放送されている。

## 概要
原則的に5人を1チームとしたチーム戦のクイズを行い、最終獲得得点で争い、勝利チームはボーナスステージに挑戦することができる。クイズ番組では珍しく特定の司会・進行役が設定されておらず、番組当初から司会・進行はすべてフジテレビアナウンサーによる天の声が担当している。
また、スペシャル版（以降「SP」と表記）に行われる決勝ステージなど一部の例外を除き、全てのクイズは複数のチーム（あるいは個人）が同じ1つの問題で対決することはなく、1つの問題に対して1つのチームが解答して行く。

## 出演者

### レギュラー解答者
- ネプチューン（名倉潤（以下、名倉）[注 5]、堀内健（以下、堀内）[注 6]、原田泰造（以下、泰造））
  - 字幕放送では、名倉は黄色、堀内は水色、泰造は緑色で表示される。

### 解説
- 林修、村瀬哲史、志田晶（いずれも、予備校講師）
  - 2013年春からレギュラー出演。東進ハイスクールの講師[注 7]で、問題の解説及び「林先生の漢字テスト」などにおける問題作成・監修を行う。
  - 当初は上記3名の他にも東進の講師が数名出演することが多かった[注 8]。また、林は解答者を兼任することが多い[注 9]。
  - 志田は、プレッシャークロック実施回を中心に不定期出演。
  - 村瀬は、解説の他にボーナスステージのトロッコアドベンチャーをクリアした時に獲得できる賞品の提供及び紹介も担当。

### 天の声
出題のナレーションおよびに番組進行を担当。
- 伊藤利尋（2003年4月16日 - 2015年3月30日[注 10]、2021年3月22日、5月17日、7月19日、10月18日、2022年4月11日 - 現在）
  - 伊藤不在時には佐々木恭子[注 11]が代行していた（2013年6月24日、11月25日、2014年3月17日放送分[注 12]）。2021年3月22日放送分をもって『ネプアップデートリーグ』限定で復帰した後、2022年4月11日放送分をもって正式に復帰した。
- 佐野瑞樹（2015年4月13日 - 2022年4月4日[注 13]）
  - 『ネプアップデートリーグ』では伊藤がナレーションを担当していたため、基本的に出演しなかった。
- 脇坂京子 (2012年7月2日 -)
  - 「ネプレール」のステージで問題の読み上げをアシスタント。
- 三田友梨佳 (2013年8月12日 -)
  - 「バブルリーグ」のステージで問題の読み上げをアシスタント。
- 戸部洋子 (2014年4月21日 - 2016年10月10日)
  - 「ブレインタワー」シリーズなどのステージで問題の読み上げをアシスタント。
- 小澤陽子（2016年 - 現在）
  - 「ノンストップDJ」や「ブレインタワー」シリーズなどのステージで問題の読み上げをアシスタント。
- 藤村さおり
- 島田彩夏
- 岸本理沙
  - 「スワイプリーグ」などのステージで問題の読み上げをアシスタント。

## 番組のあゆみ

### 深夜時代
ネプリーグ (深夜時代) を参照。

### ゴールデン進出後
2005年4月18日から毎週月曜日19:00 - 19:54の放送となり、ゴールデンタイムに昇格、放送時間も拡大された。ゴールデン進出に伴い、ロゴを若干変更。内容も深夜時代に行われていたファイブリーグを始めとする、2005年2月のパイロット版で行われた3つのコーナーのみとなり、実質的にゲーム・クイズ番組となった。
2005年夏には、お台場冒険王のフジテレビ本社1F広場前で「ファイブリーグ選手権」と題して、ファイブリーグが実際に体験出来るコーナーが行われた（2006年夏も開催）。2007年には冒険ランドに移転し、ファイブツアーズ、トロッコアドベンチャーの体験コーナーが追加された。
2006年11月30日にシンガポールで開催された「アジアン・テレビジョン・アワード2006」で、「ネプリーグ」が最優秀ゲーム・クイズ部門を受賞した。
2007年8月13日放送でゴールデン進出後、100回放送を突破。
2007年末にはニンテンドーDSで「ネプリーグDS」が発売された。2008年末には第2弾として「超!!ネプリーグDS」が発売された。
2008年1月にパイロット版、同年3月30日から10月4日までレギュラー版としてフォーマットを契約して制作された韓国版『Brain Battle』（MBC）が放送された。
2009年2月、フジテレビ On Demandでの配信を開始。これにより、SPが1時間しか放送されない地域でも有料で2時間版を見ることが可能になったが、同年6月29日放送分の配信をもって終了。4月から、一部地域において「ネプリーグ」終了後の毎週月曜19:54 - 20:00に『ネプ小リーグ』が放送されていた（2015年3月をもって終了）。
2010年7月12日放送から、ゲーム開始時のルール説明がテロップ表示のみになり、セットがマイナーチェンジされた（ファイブリーグの解答席など）。
2012年10月1日放送からセットやオープニングなどがリニューアル。セットは「パン吉がマスコットとなるテーマパーク」という設定となっており、モニタールームも飛行船の中を模した物になっている。オープニングの映像ではファイブボンバーやネプレール、トロッコアドベンチャーなどのアトラクションが見えている。
2016年1月1日には「夢対決SP新春超常識王決定戦」と題して番組初めての元日スペシャルを放送したが、レギュラー放送と大きく異なり金曜日の夜9時から2時間30分で放送された。
2024年3月に『世界・ふしぎ発見!』が最終回を迎え、放送中のクイズ番組の中で最長寿番組になった。
2025年1月27日は、フジテレビ不適切接待疑惑問題を受けて、『緊急特報フジテレビ経営陣会見』を急遽放送したため、当初予定していた「各局出身アナウンサーNo1決定戦」は休止。同年3月17日に延期となった。同月31日にも同問題に伴い設置された第三者委員会からの調査報告に関する『FNN緊急特報 第三者委員会が調査報告 フジテレビ会見』を放送するため、同日に放送を予定していた「事務所対抗三つ巴バトル」は同年5月19日に延期することになった。 

#### 再度ネットワークセールス枠への転換
ゴールデン進出後は、深夜時代のネットワークセールス枠（テレビ大分・テレビ宮崎を除く）から同時間帯（月曜19時）の前番組まで長らく続いているローカルセールス枠（自主編成枠）に変更された。このため、関西テレビなど自社制作の番組を放送する系列局では、放送時間が異なっていた。
しかし2015年3月30日放送分以降、この枠はネットワークセールス枠（ただし前半はローカルセールス、後半はネットワークセールス）に転換され、フジテレビ系列フルネット全局で同時ネットとなった。なおローカルセールス枠は、火曜19時枠に移動となった。
また、2009年4月6日から2015年3月まで本編終了直後の毎週月曜日の19:54 - 20:00（JST）に『ネプ小リーグ』（ネプリトルリーグ、ラテン文字表記:NEP LITTLE LEAGUE）が放送されていたが（番組のネット局はネット局と放送時間を参照）、上述のネットワークセールス枠転換の影響で、2015年3月2日放送分で終了（2時間特番や別番組の特番の際は編成上放送されないため）、同年4月の通常放送分からは本編が3分拡大して19:00 - 19:57の放送となった。
2018年10月1日からは20時台のフライングスタートが廃止されて、20:00終了となった。
2021年4月以降の放送分から、FODやTVerによる見逃し配信を実施。それに伴い、コーナー開始時のファンファーレや、一部ステージのSEおよびBGMが一部変更されている。

### 視聴率
視聴率は当初苦戦したものの、やがて秋頃には平均15％を稼ぐ番組へ成長。その後も平均して15 - 20％近い視聴率を毎週獲得し、同時間帯トップになることが多くなった。番組としての視聴率が最も高かった年は2009年で平均視聴率20.0％、最高視聴率も24.5％（同年10月26日放送）を記録するなど絶頂期を迎えた。この頃は、競合する裏番組であったTBSの『関口宏の東京フレンドパークII』が『総力報道!THE NEWS』のために別の時間帯（木曜19時）に枠を移動し、他局もテレビ朝日ではドキュメンタリー番組『報道発 ドキュメンタリ宣言』、日本テレビは帯番組『SUPER SURPRISE』、テレビ東京はアニメの再放送を編成していたため、内容的に競合する番組がない状況であった。
その後も絶頂期ほどではないが安定した視聴率をキープしていたが、近年は裏番組の『有吉ゼミ』（日本テレビ）などに押され、再度苦戦している。

## ネット局と放送時間

### ローカルセールス期（2015年3月まで）
- ネプ小リーグをネットしない局は各局別のミニ枠を放送した[注 17]。

| 放送対象地域   | 放送局                    | 系列                                         | 放送日時                                               | ネット状況 | 備考      |
| -------------- | ------------------------- | -------------------------------------------- | ------------------------------------------------------ | ---------- | --------- |
| 関東広域圏     | フジテレビ（CX）          | フジテレビ系列                               | 本編 月曜 19:00 - 19:54ネプ小リーグ 月曜 19:54 - 20:00 | 製作局     | 製作局    |
| 秋田県         | 秋田テレビ（AKT）         | フジテレビ系列                               | 本編 月曜 19:00 - 19:54ネプ小リーグ 月曜 19:54 - 20:00 | 同時ネット |           |
| 岩手県         | 岩手めんこいテレビ（mit） | フジテレビ系列                               | 本編 月曜 19:00 - 19:54ネプ小リーグ 月曜 19:54 - 20:00 | 同時ネット |           |
| 山形県         | さくらんぼテレビ（SAY）   | フジテレビ系列                               | 本編 月曜 19:00 - 19:54ネプ小リーグ 月曜 19:54 - 20:00 | 同時ネット |           |
| 福島県         | 福島テレビ（FTV）         | フジテレビ系列                               | 本編 月曜 19:00 - 19:54ネプ小リーグ 月曜 19:54 - 20:00 | 同時ネット | [ 注 19 ] |
| 新潟県         | 新潟総合テレビ（NST）     | フジテレビ系列                               | 本編 月曜 19:00 - 19:54ネプ小リーグ 月曜 19:54 - 20:00 | 同時ネット |           |
| 静岡県         | テレビ静岡（SUT）         | フジテレビ系列                               | 本編 月曜 19:00 - 19:54ネプ小リーグ 月曜 19:54 - 20:00 | 同時ネット |           |
| 岡山県・香川県 | 岡山放送（OHK）           | フジテレビ系列                               | 本編 月曜 19:00 - 19:54ネプ小リーグ 月曜 19:54 - 20:00 | 同時ネット |           |
| 広島県         | テレビ新広島（tss）       | フジテレビ系列                               | 本編 月曜 19:00 - 19:54ネプ小リーグ 月曜 19:54 - 20:00 | 同時ネット |           |
| 北海道         | 北海道文化放送（uhb）     | フジテレビ系列                               | 月曜 19:00 - 19:54                                     | 同時ネット |           |
| 宮城県         | 仙台放送（OX）            | フジテレビ系列                               | 月曜 19:00 - 19:54                                     | 同時ネット | [ 注 20 ] |
| 富山県         | 富山テレビ（BBT）         | フジテレビ系列                               | 月曜 19:00 - 19:54                                     | 同時ネット | [ 注 21 ] |
| 石川県         | 石川テレビ（ITC）         | フジテレビ系列                               | 月曜 19:00 - 19:54                                     | 同時ネット | [ 注 22 ] |
| 中京広域圏     | 東海テレビ（THK）         | フジテレビ系列                               | 月曜 19:00 - 19:54                                     | 同時ネット |           |
| 島根県・鳥取県 | 山陰中央テレビ（TSK）     | フジテレビ系列                               | 月曜 19:00 - 19:54                                     | 同時ネット |           |
| 愛媛県         | テレビ愛媛（EBC）         | フジテレビ系列                               | 月曜 19:00 - 19:54                                     | 同時ネット |           |
| 高知県         | 高知さんさんテレビ（KSS） | フジテレビ系列                               | 月曜 19:00 - 19:54                                     | 同時ネット |           |
| 福岡県         | テレビ西日本（TNC）       | フジテレビ系列                               | 月曜 19:00 - 19:54                                     | 同時ネット |           |
| 佐賀県         | サガテレビ（STS）         | フジテレビ系列                               | 月曜 19:00 - 19:54                                     | 同時ネット |           |
| 長崎県         | テレビ長崎（KTN）         | フジテレビ系列                               | 月曜 19:00 - 19:54                                     | 同時ネット | [ 注 23 ] |
| 熊本県         | テレビくまもと（TKU）     | フジテレビ系列                               | 月曜 19:00 - 19:54                                     | 同時ネット |           |
| 鹿児島県       | 鹿児島テレビ（KTS）       | フジテレビ系列                               | 月曜 19:00 - 19:54                                     | 同時ネット |           |
| 長野県         | 長野放送（NBS）           | フジテレビ系列                               | 土曜 16:30 - 17:25                                     | 遅れネット | [ 注 24 ] |
| 福井県         | 福井テレビ（FTB）         | フジテレビ系列                               | 日曜 12:00 - 12:55                                     | 遅れネット | [ 注 25 ] |
| 近畿広域圏     | 関西テレビ（KTV）         | フジテレビ系列                               | 日曜 12:00 - 12:59                                     | 遅れネット | [ 注 26 ] |
| 沖縄県         | 沖縄テレビ（OTV）         | フジテレビ系列                               | 水曜 0:43 - 1:38（火曜深夜）                           | 遅れネット | [ 注 27 ] |
| 大分県         | テレビ大分（TOS）         | 日本テレビ系列 フジテレビ系列                | 日曜 14:00 - 14:55                                     | 遅れネット |           |
| 宮崎県         | テレビ宮崎（UMK）         | フジテレビ系列 日本テレビ系列 テレビ朝日系列 | 金曜 19:00 - 19:56                                     | 遅れネット |           |
| 青森県         | 青森テレビ（ATV）         | TBS系列                                      | 水曜 20:00 - 20:54                                     | 遅れネット | [ 注 28 ] |
| 山口県         | テレビ山口（tys）         | TBS系列                                      | 水曜 19:00 - 19:56                                     | 遅れネット | [ 注 29 ] |

- あくまでローカルセールス枠であったため、フジテレビ以外の通常時同時ネット局であっても、自主編成の都合により臨時遅れネットもしくは非ネットとすることがあった。

### ネットワークセールス期（2015年4月から）
| 放送対象地域   | 放送局                    | 系列                                         | 放送日時                                | ネット状況 | 備考      |
| -------------- | ------------------------- | -------------------------------------------- | --------------------------------------- | ---------- | --------- |
| 関東広域圏     | フジテレビ（CX）          | フジテレビ系列                               | 月曜 19:00 - 19:57 ↓ 月曜 19:00 - 20:00 | 製作局     | 製作局    |
| 北海道         | 北海道文化放送（uhb）     | フジテレビ系列                               | 月曜 19:00 - 19:57 ↓ 月曜 19:00 - 20:00 | 同時ネット |           |
| 岩手県         | 岩手めんこいテレビ（mit） | フジテレビ系列                               | 月曜 19:00 - 19:57 ↓ 月曜 19:00 - 20:00 | 同時ネット |           |
| 宮城県         | 仙台放送（OX）            | フジテレビ系列                               | 月曜 19:00 - 19:57 ↓ 月曜 19:00 - 20:00 | 同時ネット |           |
| 秋田県         | 秋田テレビ（AKT）         | フジテレビ系列                               | 月曜 19:00 - 19:57 ↓ 月曜 19:00 - 20:00 | 同時ネット |           |
| 山形県         | さくらんぼテレビ（SAY）   | フジテレビ系列                               | 月曜 19:00 - 19:57 ↓ 月曜 19:00 - 20:00 | 同時ネット |           |
| 福島県         | 福島テレビ（FTV）         | フジテレビ系列                               | 月曜 19:00 - 19:57 ↓ 月曜 19:00 - 20:00 | 同時ネット |           |
| 新潟県         | NST新潟総合テレビ（NST）  | フジテレビ系列                               | 月曜 19:00 - 19:57 ↓ 月曜 19:00 - 20:00 | 同時ネット |           |
| 長野県         | 長野放送（NBS）           | フジテレビ系列                               | 月曜 19:00 - 19:57 ↓ 月曜 19:00 - 20:00 | 同時ネット |           |
| 静岡県         | テレビ静岡（SUT）         | フジテレビ系列                               | 月曜 19:00 - 19:57 ↓ 月曜 19:00 - 20:00 | 同時ネット |           |
| 富山県         | 富山テレビ（BBT）         | フジテレビ系列                               | 月曜 19:00 - 19:57 ↓ 月曜 19:00 - 20:00 | 同時ネット |           |
| 石川県         | 石川テレビ（ITC）         | フジテレビ系列                               | 月曜 19:00 - 19:57 ↓ 月曜 19:00 - 20:00 | 同時ネット |           |
| 福井県         | 福井テレビ（FTB）         | フジテレビ系列                               | 月曜 19:00 - 19:57 ↓ 月曜 19:00 - 20:00 | 同時ネット |           |
| 中京広域圏     | 東海テレビ（THK）         | フジテレビ系列                               | 月曜 19:00 - 19:57 ↓ 月曜 19:00 - 20:00 | 同時ネット |           |
| 近畿広域圏     | 関西テレビ（KTV）         | フジテレビ系列                               | 月曜 19:00 - 19:57 ↓ 月曜 19:00 - 20:00 | 同時ネット |           |
| 島根県・鳥取県 | さんいん中央テレビ（TSK） | フジテレビ系列                               | 月曜 19:00 - 19:57 ↓ 月曜 19:00 - 20:00 | 同時ネット |           |
| 岡山県・香川県 | 岡山放送（OHK）           | フジテレビ系列                               | 月曜 19:00 - 19:57 ↓ 月曜 19:00 - 20:00 | 同時ネット |           |
| 広島県         | テレビ新広島（tss）       | フジテレビ系列                               | 月曜 19:00 - 19:57 ↓ 月曜 19:00 - 20:00 | 同時ネット |           |
| 愛媛県         | テレビ愛媛（EBC）         | フジテレビ系列                               | 月曜 19:00 - 19:57 ↓ 月曜 19:00 - 20:00 | 同時ネット |           |
| 高知県         | 高知さんさんテレビ（KSS） | フジテレビ系列                               | 月曜 19:00 - 19:57 ↓ 月曜 19:00 - 20:00 | 同時ネット |           |
| 福岡県         | テレビ西日本（TNC）       | フジテレビ系列                               | 月曜 19:00 - 19:57 ↓ 月曜 19:00 - 20:00 | 同時ネット |           |
| 佐賀県         | サガテレビ（STS）         | フジテレビ系列                               | 月曜 19:00 - 19:57 ↓ 月曜 19:00 - 20:00 | 同時ネット |           |
| 長崎県         | テレビ長崎（KTN）         | フジテレビ系列                               | 月曜 19:00 - 19:57 ↓ 月曜 19:00 - 20:00 | 同時ネット |           |
| 熊本県         | テレビくまもと（TKU）     | フジテレビ系列                               | 月曜 19:00 - 19:57 ↓ 月曜 19:00 - 20:00 | 同時ネット |           |
| 鹿児島県       | 鹿児島テレビ（KTS）       | フジテレビ系列                               | 月曜 19:00 - 19:57 ↓ 月曜 19:00 - 20:00 | 同時ネット |           |
| 沖縄県         | 沖縄テレビ（OTV）         | フジテレビ系列                               | 月曜 19:00 - 19:57 ↓ 月曜 19:00 - 20:00 | 同時ネット |           |
| 宮崎県         | テレビ宮崎（UMK）         | フジテレビ系列 日本テレビ系列 テレビ朝日系列 | 月曜 19:00 - 19:57 ↓ 月曜 19:00 - 20:00 | 同時ネット |           |
| 大分県         | テレビ大分（TOS）         | 日本テレビ系列 フジテレビ系列                | 火曜 20:00 - 21:00                      | 遅れネット | [ 注 31 ] |

### 過去のネット局
- 山梨放送（YBS・日本テレビ系列） - 2019年10月から土曜 15:00 - 16:00にネットを再開したが、2021年3月に再度打ち切り。
- 青森テレビ（ATV・TBS系列） - 2016年7月に不定期放送に降格後、2022年9月に打ち切り。
- テレビ山口（tys・同上） - 2018年4月から日曜 13:54 - 14:54にネットを再開したが、2023年6月に再度打ち切り。

※2018年4月からスペシャル放送時は番組末尾の6分間がローカルセールス枠のため、一部系列局ではフジテレビの放送終了6分前に飛び降りとなるが、フジテレビ以外の通常時フルネット局でも臨時に末尾6分除く同時ネットとなる一方、通常時末尾6分除く同時ネット局でも臨時フルネットで放送する場合がある。

### 放送時間の変遷
| 期間       | 期間       | 放送時間（JST）              |
| ---------- | ---------- | ---------------------------- |
| 2003.04.16 | 2005.03.30 | 水曜日 23:00 - 23:30（30分） |
| 2005.04.18 | 2015.03.02 | 月曜日 19:00 - 19:54（54分） |
| 2015.04.13 | 2018.10.08 | 月曜日 19:00 - 19:57（57分） |
| 2018.10.15 | 現在       | 月曜日 19:00 - 20:00（60分） |

## スタッフ（2025年6月23日以降）
- 構成：とちぼり元、松井洋介、小野寺雅之、坂本龍二、植田将崇
- 美術制作：平井秀樹（フジテレビ／フジアール[注 32]）
- デザイン：吉田強
- 美術進行：谷元沙紀（フジアール）
- 大道具：西村幸也
- 電飾：林将大
- 視覚効果：川上勝大
- アクリル装飾：織田秀幸
- 特殊装置：樋口真樹
- アートフレーム：田中裕司
- メイク：山田かつら
- CG：山口大樹（キャニットG）
- アートディレクター：鈴木賢太
- ソフト：spoke、石川富久（スカラベスタジオ→セミラチス）
- TP：斉藤伸介（フジテレビ）
- SW：河西純
- カメラ：林孝亮
- 映像：武田和浩
- 音声：江川祐
- 照明：本澤啓史
- TK：山口奈保美
- 編集：佐藤美奈、神山英彦、山田杏菜【週替り】（佐藤・神山→共に以前はSP時のみ担当）、違俊一【毎週】
- MA：小林美菜
- 音響効果：高田智彰（BABY SOUND LUCK）
- LEDビジョン：五島陽一
- リサーチ：STEELO
- 校正：タイトルアート
- 技術協力：ニユーテレス、fmt[注 33]、インターナショナルクリエイティブ、IMAGICA
- 制作協力：IVSテレビ制作、NEXTEP（クレジット無し）、ワタナベエンターテインメント
- 広報：河野舞子（フジテレビ）
- デスク：小早川芙美
- AP：橋本苑香【毎週】、須々田朋美（IVSテレビ制作）、山口芳枝、野原誓子【週替り】
- データ放送：齋藤浩史
- ディレクター：田村貴広、近藤僚祐・中村優介・加藤佐英里・青木香澄・松田敦・原口拓実・伊東七海（IVSテレビ制作）、木村美早紀、杉野将人、佐藤謙治、内村貴徳、廣井優樹（エスエスシステム）、青木祐太、井上拓也、松本莉紗、佐藤充紀【週替り】
- プロデューサー：石川敬大（フジテレビ、以前はAP）、石川陽（NEXTEP）、佐藤基・渡邊正人（IVSテレビ制作、渡邊→以前はディレクター→AP）、増谷秀行（SPINGLASS、以前はAP）
- 番組制作︰大和田宇一（ワタナベエンターテインメント、以前はプロデューサー）
- 監修：吉田正樹（ワタナベエンターテインメント / 吉田正樹事務所）
- 演出：福浦与一・中村秀樹（IVSテレビ制作）【毎週】、市川貴弘・須原淳一郎（IVSテレビ制作、須原→以前はAD）、嶋田武史（ウィッシュカンパニー）、原武範（PLATFORM）、大村昂平（フジテレビ）、石鉢智也（IVSテレビ制作）【週替り1名、その他は毎週ディレクター】
- チーフプロデューサー：五十嵐元（フジテレビ、2024年7月29日 - ）
- 制作：フジテレビスタジオ戦略本部第3スタジオ制作センター[注 34]
- 制作著作：フジテレビ

### 過去のスタッフ
- 制作統括：小仲正重（フジテレビ、2018年4月9日 - 12月17日、以前は演出・プロデューサー → チーフプロデューサー）、戸渡和孝（フジテレビ、2020年3月9日 - ）、北口富紀子（フジテレビ、2022年7月25日 - 2024年6月、以前はプロデューサー→2018年4月9日 - 2022年6月までCP）、鈴木善貴（フジテレビ、2024年7月29日 - 2025年6月9日）
- 構成：原澤貴則、笹川勇、竹内真里、山際良樹、伊東雅司、小笠原英樹
- 美術制作：井上明裕・平岡慶大（フジテレビ）
- 美術進行：中村秀美（フジアール）
- 視覚効果：飯塚生臣
- 服飾：荒木栄二
- アートフレーム：石井智之、十亀明広
- アクリル装飾：橋本順、相原加奈
- メイク：東まり子（ネプチューン担当）
- スタイリスト：上井大輔（demdem inc.）
- ソフト：CELSYS
- イラスト：オフィス・ディー・レンジ、AQUA、ぴーたん
- カメラ：横山政照、池田幸弘
- 映像：原啓教
- 音声：片山勇
- 編集：伊藤栄梨、酒井康良（2名共SP時のみ担当）、江原英生（江原→以前はSP時のみ担当）、浜野元久
- MA：長田浩幸（BANZAI）
- 音響効果：山口将史、玉置裕介、佐伯綾乃、大貫孝輔
- LEDビジョン：佐々木亮
- 技術協力：ビデオスクエア、ティ・ピー・ブレーン
- 広報：かまやつ太郎 → 植村綾 → 鈴木麻衣子 → 清田美智子 → 高橋慶哉 → 高木秀幸 → 木場晴香 → 原寛之（フジテレビ）
- 編成：大辻健一郎 → 成戸真知子 → 情野誠人 → 鈴木修太 → 佐々木渉 → 安喜昌史 → 永竹里早（フジテレビ）
- デスク：佐熊礼子（IVSテレビ制作）、佐伯愛、亀井幸恵、嶋村美帆、吉永由佳
- AP：朝倉千代子（フジテレビ）、朝妻一（フジテレビ）、片岡新己留（フジテレビ）、石川直美（IVSテレビ制作）、小森亮（IVSテレビ制作）、岡庭幸代（NEXTEP）、太田茂憲（IVSテレビ制作）、小畑未香（IVSテレビ制作）、佐藤恵里、石川好子（IVSテレビ制作）、藤田由美（IVSテレビ制作）、里永知洋（IVSテレビ制作）
- データ放送：腰塚悠、八田孝志、大土橋望
- ディレクター：島本亮（フジテレビ）、竹内誠（フジテレビ）、岡野彰男（アズバーズ）、立浪仁志（ネクステップ）、蜜谷浩弥（フジテレビ）、大塚真史、斉藤哲夫（IVSテレビ制作）、尾谷亜貴崇（NEXTEP）、津田英明（NEXTEP）、滝島春樹（NEXTEP）、錫木亮（NEXTEP）、樋渡昇一郎（IVSテレビ制作）、西川竜介（IVSテレビ制作）、多田隆人（IVSテレビ制作）、森田美桜（IVSテレビ制作）、武田喜栄（IVSテレビ制作）、新井勝也（IVSテレビ制作）、瀬野瑛（IVSテレビ制作）、市村智哉（アズバーズ）、間太郎、柴田玲奈（IVSテレビ制作）、京田莉沙（IVSテレビ制作）、荻野美樹
- プロデューサー：古賀憲一（NEXTEP）、長尾忠彦・成瀬広靖（IVSテレビ制作）、江本薫・滝澤美衣奈（フジテレビ、滝澤→以前は2022年7月25日 - 2023年3月までCP）
- 監修→フライングプロデューサー：藤沼聡（フジテレビ、以前は演出などを担当。）
- 演出/ディレクター：吉田渉（フジテレビ）、伊藤淳一・矢崎ゆうこ（IVSテレビ制作）
- 演出：金子傑（フジテレビ）
- チーフプロデューサー：宮道治朗 → 坪井貴史 → 赤池洋文（赤池→2023年4月10日 - 2024年6月）（フジテレビ）

## 番組関連グッズ
書籍
- ネプリーグ超常識!検定 ISBN 4594051421

### ネプリーグDS
ニンテンドーDS用ソフトで、2007年12月6日にジャレコから発売。同年のお台場冒険王にて発売が発表され、ゲームの体験コーナーが設けられた。
オリジナル要素として、通常のモードでは4種のゲームの種類や順番と難易度・制限時間を選択することが可能。また、ポイントは正解数の他にクリアボーナスなども加算され、難易度や制限時間に応じてゲーム終了時点で最終成績からランク付けがされ、データ選択時の肩書きもそれに応じて変化する。獲得ポイントは累積点としてデータごとに記録される。
通常のモード以外に一つのゲームのみをプレイする「特訓モード」、ゲームごとの課題をクリアする「ミッションモード」、一台のDSを使いまわして行う「協力モード」も収録されている。
番組内のゲーム以外にもオリジナルのゲームが隠し要素として収録されており、ゲーム中にある条件を満たすと新たに追加される（後述）。
回答はマイクによる音声認識機能は使用できず、「ファイブツアーズ」のようにタッチパネル入力（漢字の直接入力はできず、選択肢か平仮名表記（この場合、画面の枠に文字を1文字記入した後、枠外にある文字候補から入力したい文字を選択する。機械的に読み取るので、枠の中心位置からずれていたり、本来の書き順とは異なっていると候補に表示されないことがある）で回答
する。）となっており、著作権の関係などから歌の歌詞や映像・出版作品の問題などはほとんど出題されない。
オリジナルゲーム
- ファイブツアーズSP
- 四択ブレインタワー
- ニンジャマスター
- モールアタッカー
- トレジャーズコード
- ラブラブファクトリー

### 超!!ネプリーグDS
前作から約1年後となる2008年12月4日にジャレコから発売された、ニンテンドーDS用ソフト第2弾。前作のマイナーチェンジ版。
番組同様の手書き入力による文字認識機能での回答が可能となり、一部モードは手書き入力での回答に形式が変更された。また、手書き入力の導入に伴い、漢字を答えさせる「ファイブツアーズバギー」が新たに収録された。オリジナルのゲームも前作から更に追加されている。
オリジナルゲーム
- ファイブリーグSP
- ファイブツアーズジェットSP
- ファイブツアーズバギーSP
- ファイブボンバーSP
- ニンジャマスター
- 四択ブレインタワー
- 四択ブレインタワーSP
- メールキング
- ファイブレポート